# 2 Pułk Artylerii Lekkiej (LWP)
2 pułk artylerii lekkiej – pułk artylerii polskiej ludowego Wojska Polskiego.
Sformowany 19 sierpnia 1943 na podstawie rozkazu dowódcy 1 Korpusu Polskich Sił Zbrojnych w ZSRR nr 95 z 27 grudnia 1943.
Przysięgę żołnierze pułku złożyli 11 listopada 1943 w obozie sieleckim.
Sztandar ufundowany przez mieszkańców Radomia wręczono pułkowi po zakończeniu wojny 11 lipca 1948.

## Działania bojowe
Pułk wchodził w skład  2 Warszawskiej Dywizji Piechoty im. Henryka Dąbrowskiego z 1 Armii WP.
Od 12 do 23 lipca 1944 pułk wspierał ogniem piechotę Armii Czerwonej pod Dolskiem, później pod  Dorohuskiem. W lipcu uczestniczył w walkach pod Puławami, w sierpniu na przyczółku warecko-magnuszewskim, a następnie walczył o przyczółki w Warszawie.
Najcięższe walki pułk stoczył w lutym 1945 w rejonie Podgajów i Nadarzyc.
W drugiej połowie lutego poszczególne dywizjony pułku wspierały działania 5 i 6 pułku piechoty pod Borujskiem, Wierzchowem, Żabinem i Żabinkiem.
W pierwszych dniach marca pułk zabezpieczał natarcie 2 DP, a następnie jej pościg ku Bałtykowi. 15 marca pułk uczestniczył w obronie wybrzeży Bałtyku, prowadząc m.in. ogień do jednostek pływających.
W operacji berlińskiej wspierał ogniem forsowanie Odry i uczestniczył w działaniach obronnych nad Ruppiner–Kanal.
Szlak bojowy zakończył 4 maja 1945 dochodząc do Łaby.

## Skład etatowy w okresie wojny
- Dowództwo i sztab
- 3 x  dywizjon artylerii
  - 2 x bateria artylerii armat
  - 1 x  bateria artylerii haubic
- bateria parkowa

Etat przewidywał:
żołnierzy – 1093  (oficerów – 150, podoficerów – 299, kanonierów – 644)
sprzęt:
- 76 mm armaty – 24
- 122 mm haubice – 12
- rusznice przeciwpancerne – 12
- pistolety maszynowe – 419
- samochody – 108
- ciągniki – 24

|  |  |

## Marsze i działania bojowe
|  |  |  |  |

|  |  |  |

## Okres powojenny
Działając w składzie wojsk okupacyjnych pułk stacjonował w Disenchen.
Po krótkim pobycie w Niemczech powrócił do kraju i rozpoczął służbę na granicy polsko-czechosłowackiej. Jego sztab stacjonował w Koźlu. W 1948 pułk stacjonował w garnizonie Radom. W 1952 w Szczecinie.

## Żołnierze pułku
Dowódcy pułku
- mjr Antoni Frankowski – do 13 września 1943
- mjr Curoczkin – do 20 października 1944
- ppłk Władysław Lubiński – do 2 grudnia 1944
- ppłk Michał Czyżykow
- ppłk Jakub Parchamowski – do 17 grudnia 1944
- ppłk Adam Czaplewski – do końca wojny

Oficerowie
- Mieczysław Cygan
- Wiktor Kozak
- mjr Nikołaj Owczarow[6]

## Przekształcenia
2 pułk artylerii lekkiej → 2 pułk artylerii → 2 pułk artylerii Legionów → 2 pułk artylerii mieszanej → 2 pułk artylerii Legionów